# جون بولوك
جون بولوك (ولد 11 مايو 1977) هو لاعب كرة سلة بريطاني على الكراسي المتحركة. قد تم اختياره للتدريب مع فريق كرة السلة البريطاني على الكراسي المتحركة في عام  كما لعب بولوك في أربع ألعاب بارالمبية: الألعاب البارالمبية الصيفية لعام 2000 في سيدني، والألعاب البارالمبية الصيفية لعام 2004 في أثينا، والألعاب البارالمبية الصيفية لعام 2008 في بكين، والألعاب البارالمبية الصيفية لعام 2012 في لندن. حصل على الميدالية البرونزية في الألعاب البارالمبية 2004 و2008.

## الحياة الشخصية
ولد جون بولوك في 11 مايو 1977 في مدينة ليفربول، إنجلترا، مصابًا بالسنسنة المشقوقة، وهو اضطراب خلقي في النمو ناجم عن الإغلاق غير الكامل للأنبوب العصبي الجنيني. و يعيش حاليًا في ويجان، مانشستر الكبرى، في شمال غرب إنجلترا.

## كرسي متحرك لكرة السلة
كان بولوك لاعب كرة سلة على كرسي متحرك من الدرجة 2.5 وحارس نقطة/تسديد. لقد كان يتنافس في كرة السلة على الكراسي المتحركة لمدة عشرين عامًا. خلال مسيرته المهنية لمدة 20 عاما، مثل فريق المملكة المتحدة والألعاب البارالمبية البريطانية أربع مرات في العديد من الألعاب البارالمبية الصيفية.